# 卡西歐fx-50F Plus
Casio fx-50F Plus是一款由Casio於2006年9月所推出的計數機，為fx-10F、fx-50F及fx-61F的改進型號。在日本推出時被稱為Casio fx-71F。其外型與fx-3650P相似，有一個可顯示兩行文字的液晶螢幕。
fx-50F Plus因不獲批准列入2007年及以後的香港考試及評核局准用計算機名單（List of Approved Calculators），並未在香港推出。香港考評局的解釋是因為fx-50F Plus可以在螢幕上顯示內置的數學及科學公式，故不能批准用來參加考試。但在中國大陸的大型書店（例如深圳書城）可買到。為此Casio特地推出香港版fx-50FH。
2013年，Casio推出新版的fx-50F II（日本稱為fx-72F），差別主要在於外型上的改變，以及改了隱乘的計算順序，同時自動產生括號減少錯誤的機會。例如，計算6÷2(1+2)時，計算機會將算式自動變為6÷(2(1+2))，並計出1；而舊版fx-50F Plus上則會計出9。另外，fx-50F II的自我檢測程序和REG mode中總體標準差和樣本標準差的符號都有所更改。此外，fx-50F II的運算速度也有所提升。香港版也推出了fx-50FH II，是fx-50F II的香港版。

## Casio fx-50FH
Casio fx-50FH是在2008年1月推出fx-50F Plus的姊妹型號，除了不能顯示內置公式外，fx-50FH與fx-50F Plus的功能完全一樣。
在香港，fx-50FH為香港考試及評核局認可的計數機之一，並在計算機上印有紅色字「▌▌▌▌█ H.K.E.A.A. APPROVED」，表示學生可於2008年後的公開考試使用此型號計數機。現時此型號逐漸被香港學生使用。
2013年因應fx-50F II，相應的fx-50FH II也因而推出。與舊版一樣，fx-50FH II和fx-50F II僅差別在無法顯示內置公式。

## 對象
卡西歐fx-50F Plus主要供中學生、大學生、物理研究生、化學研究生、生物學研究生、會計、土木工程師等使用。

## 電源
與fx-3650P相同，fx-50F Plus亦提供太陽能及電池雙重供電，以平均每天使用1小時計算，電池可用達3年。

## 外形
此型號高12.2毫米(0.5")，寬80毫米(3.1")，長161毫米(6.3")，連電池約重105克(3.7oz)。表面以銀色為主，背面則以黑色為主。計數機附有一個硬盒滑蓋，當不需使用計數機時，用家可把計數機用黑色滑蓋蓋著，以作保護。

## 特別功能
Casio fx50F Plus的功能比其它大部分計算機的功能較多。此型號內置有計算七數記憶變量（包括A、B、C、D、X、Y及M），並設有小數及分數互相轉換，以及複數計算等功能。
此計算機設有23個預設的程式，但不可修改或顯示公式。
此計算機亦設有四個自定義的程式輸入儲存區，分別為：P1、P2、P3和P4。使用者可隨意編寫運算程式，總容量為680個儲存單元。但要注意的是若使用者更改程式後計算機不能使用，Casio不會負責任何責任。
此計算機有自動檢查功能，同時按SHIFT、7及ON鍵後，即可進入，以檢查顯示器和按鍵，但所有計算機記憶將被刪除。

## 顯示
Casio fx-50F Plus設有兩行顯示屏，第一行為輸入的字碼，有16個字位；第二行則為答案顯示，有10個字位。它的顯示屏的深淺度可以由用家調校。
如果想調至最暗，可使用shift+on+7的自我檢測工能，再按9字，然後計數機會變成黑屏。再按4次shift，兩次Ac到調較深淺度。(需等待，按左右調光暗。另外50F II，3650P II亦行)
調好後，先按shift，再從左至右按「alpha」，「上」，「右」，「mode」，再上至下，諸如此類。(不按on)
成功後按ac 。 計數機將會調至最暗 及重置所有公式(「On」 會調回原本光度)

## 效能
經過非正式測試，fx-50F Plus的效能比fx-3650P高。

## 圖集

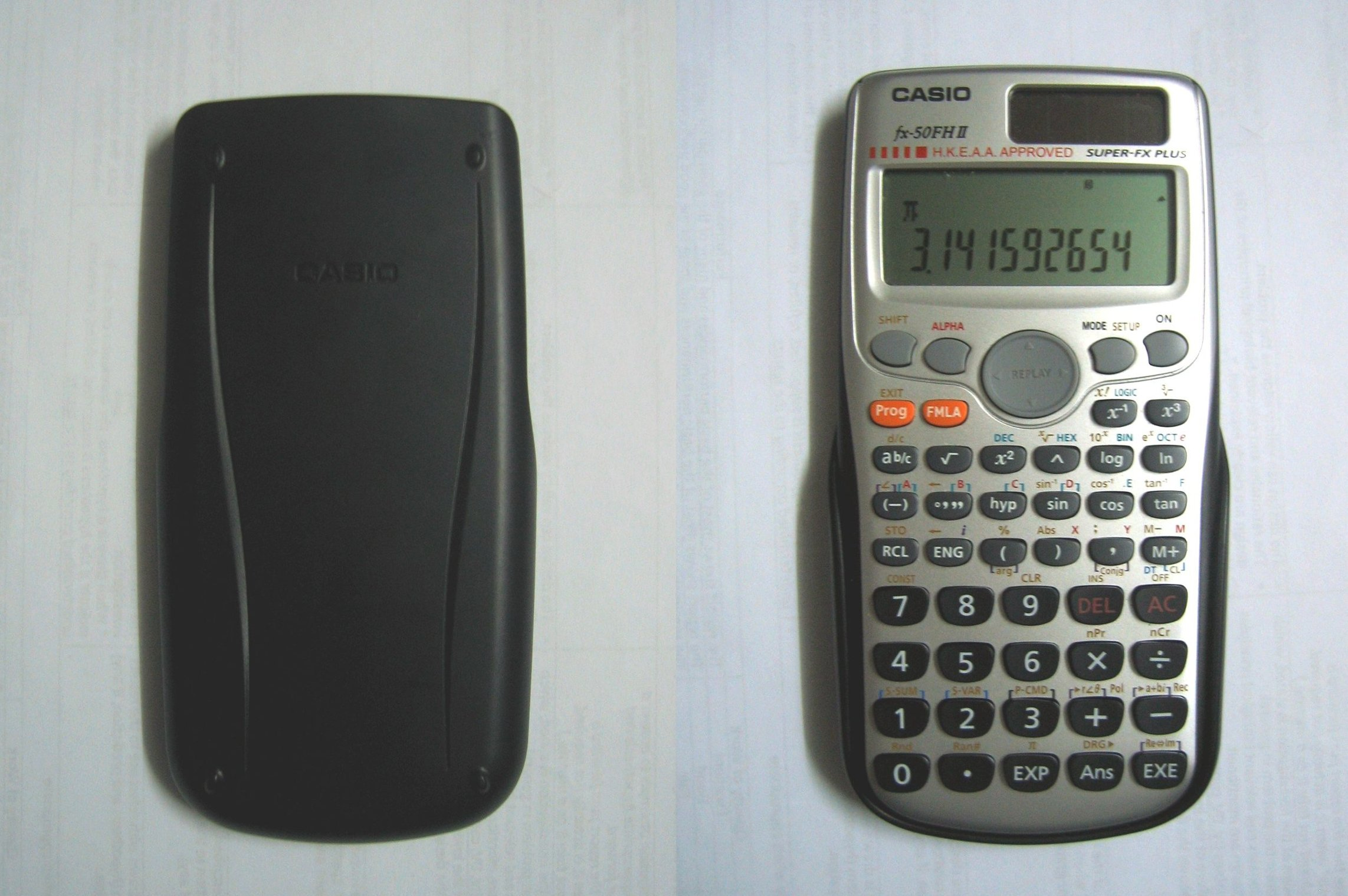
Casio fx-50FH II，左面的有合上硬盒滑蓋，右面的則把滑蓋放於機後
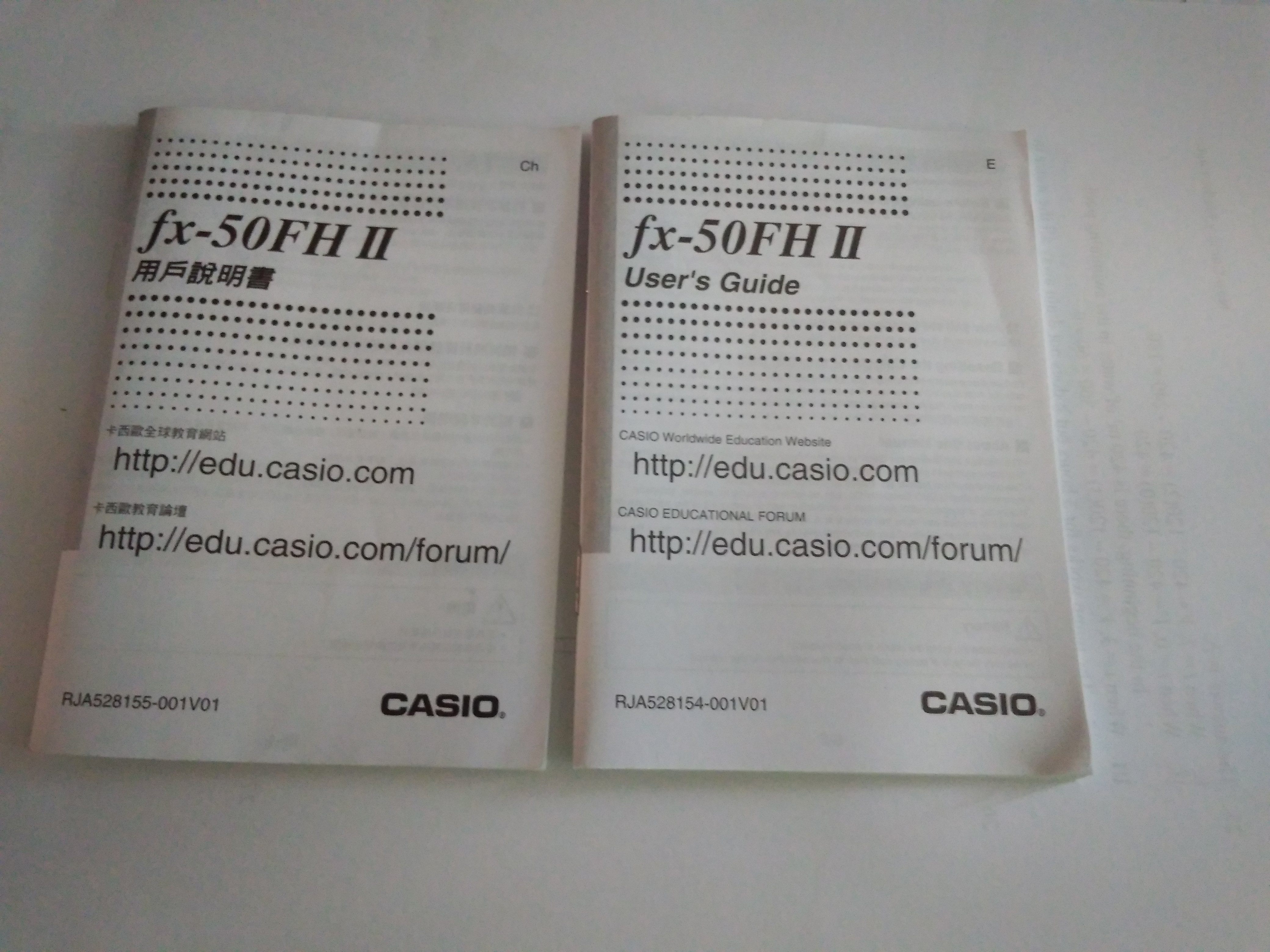
Casio fx-50FH II香港版中英说明书
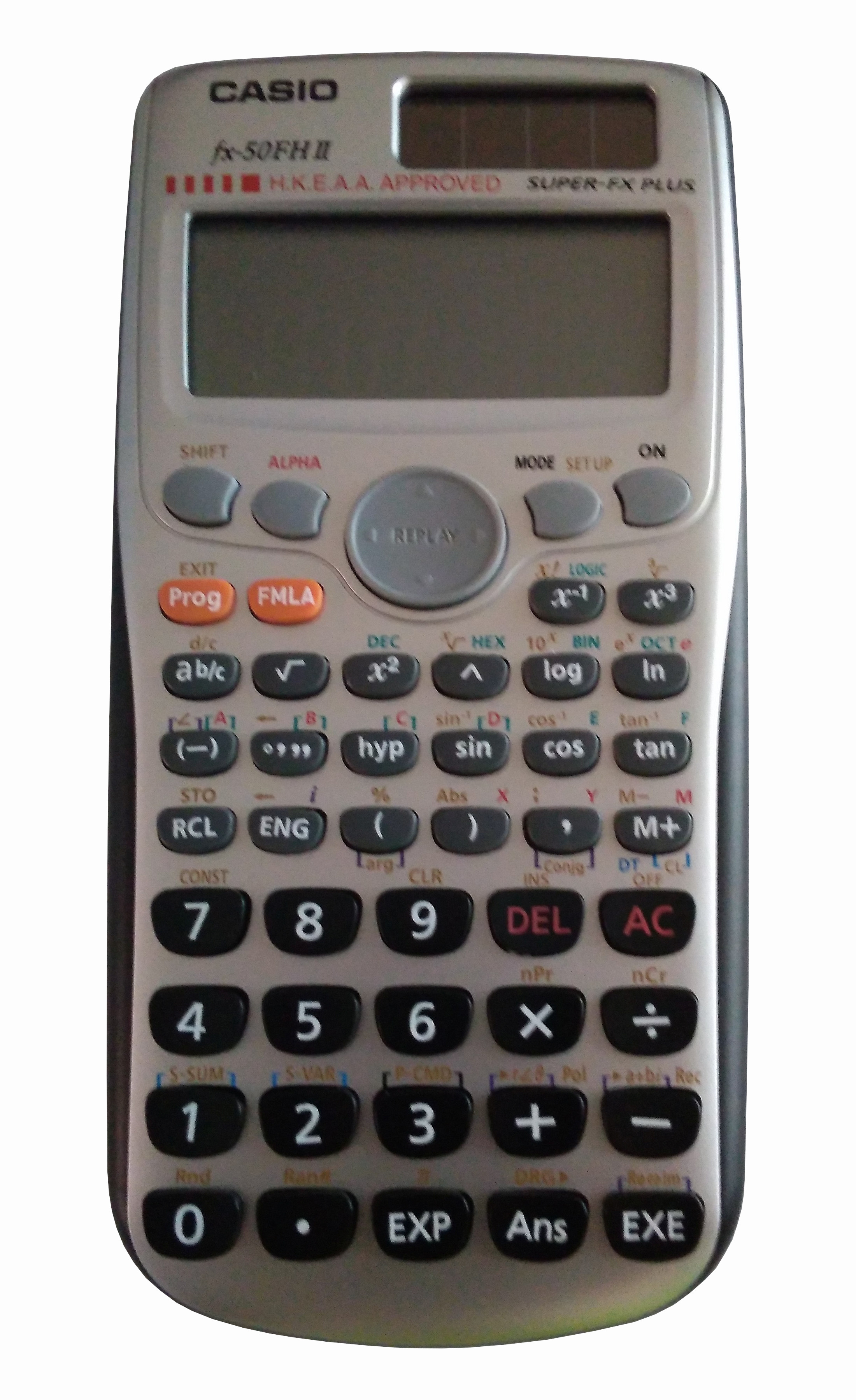
经过认可的Casio fx-50FH II香港版正面
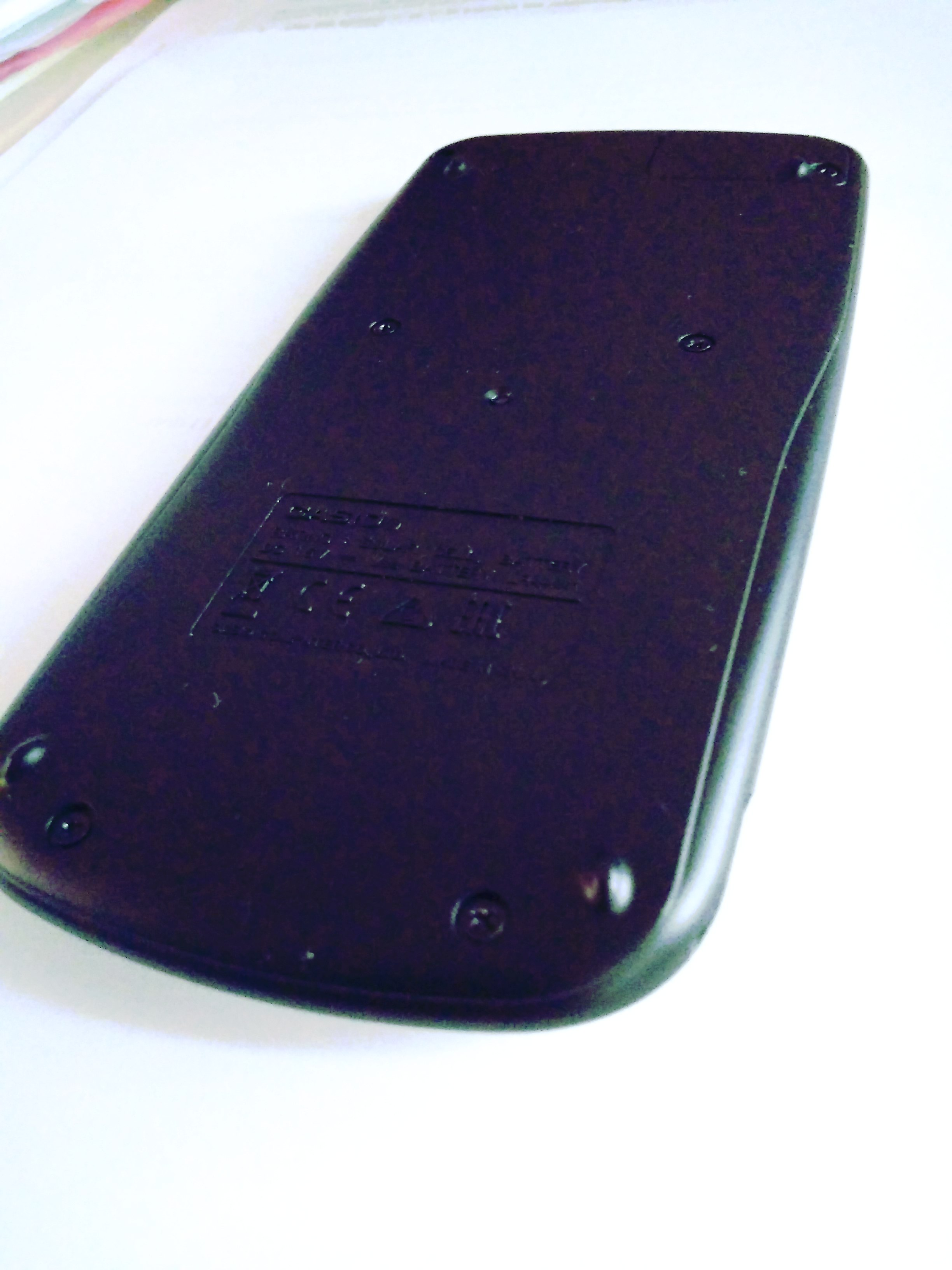
经过认可的Casio fx-50FH II香港版反面
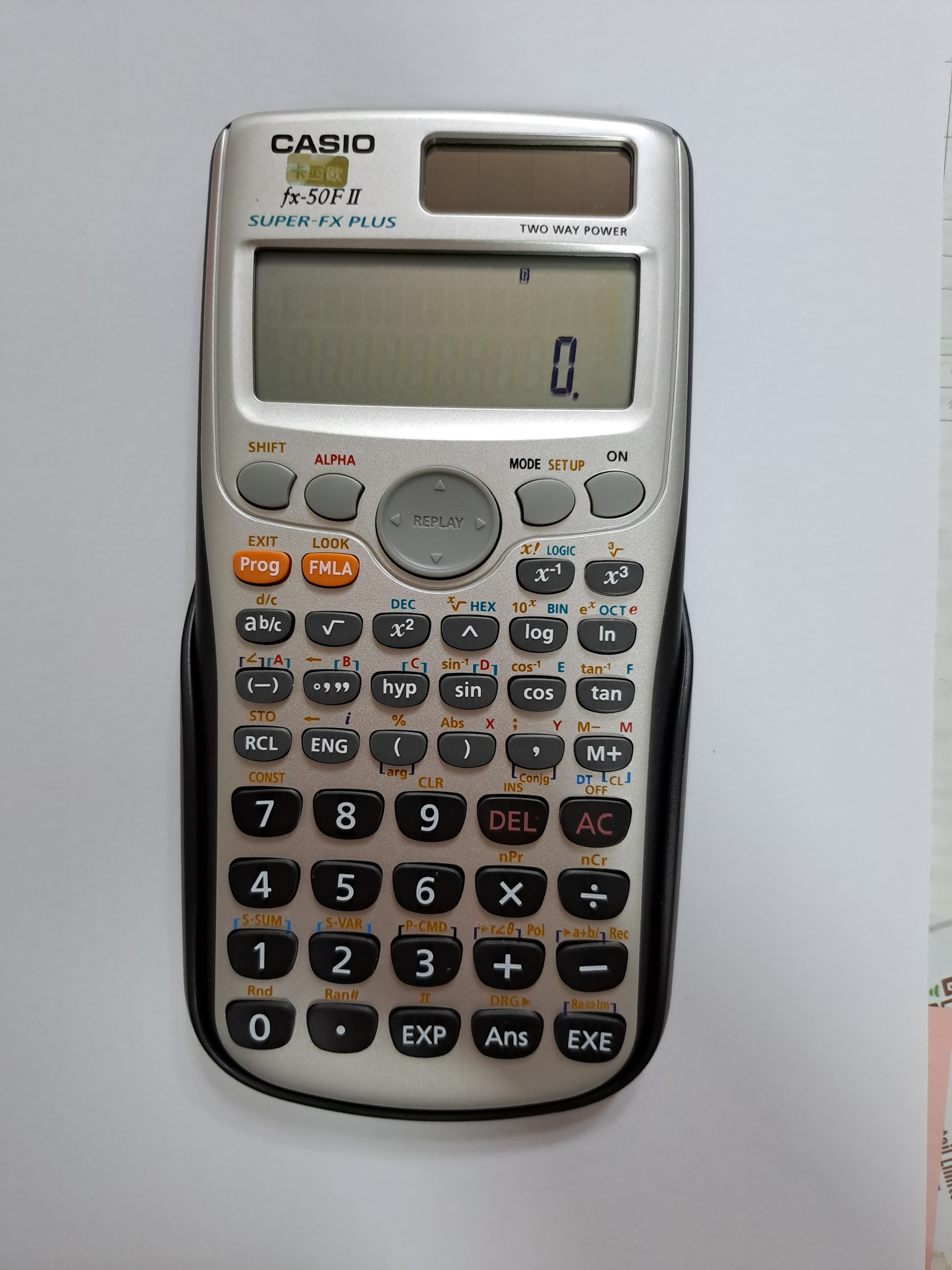
Casio fx-50F II中國大陸版正面
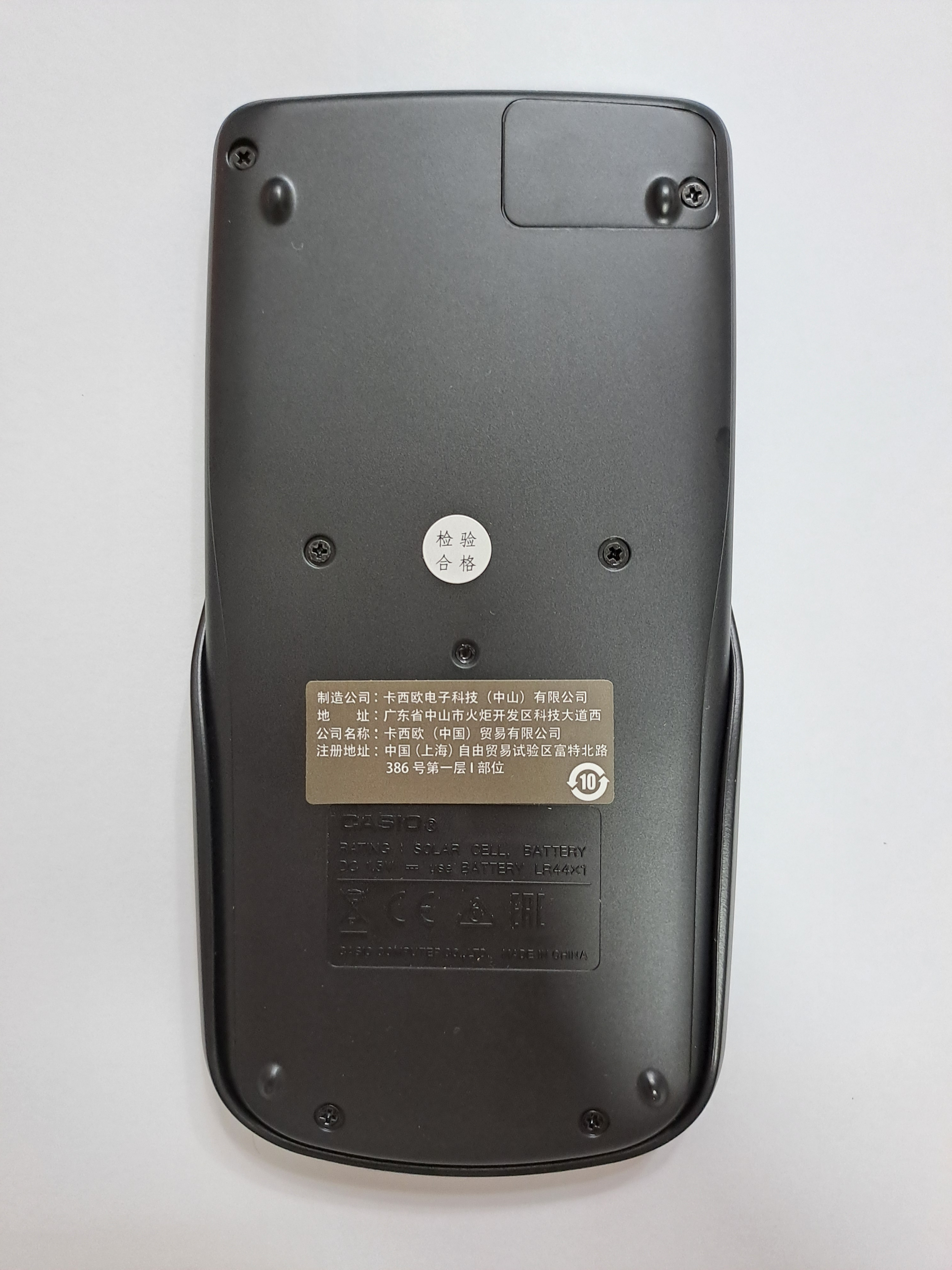
Casio fx-50F II中國大陸版反面
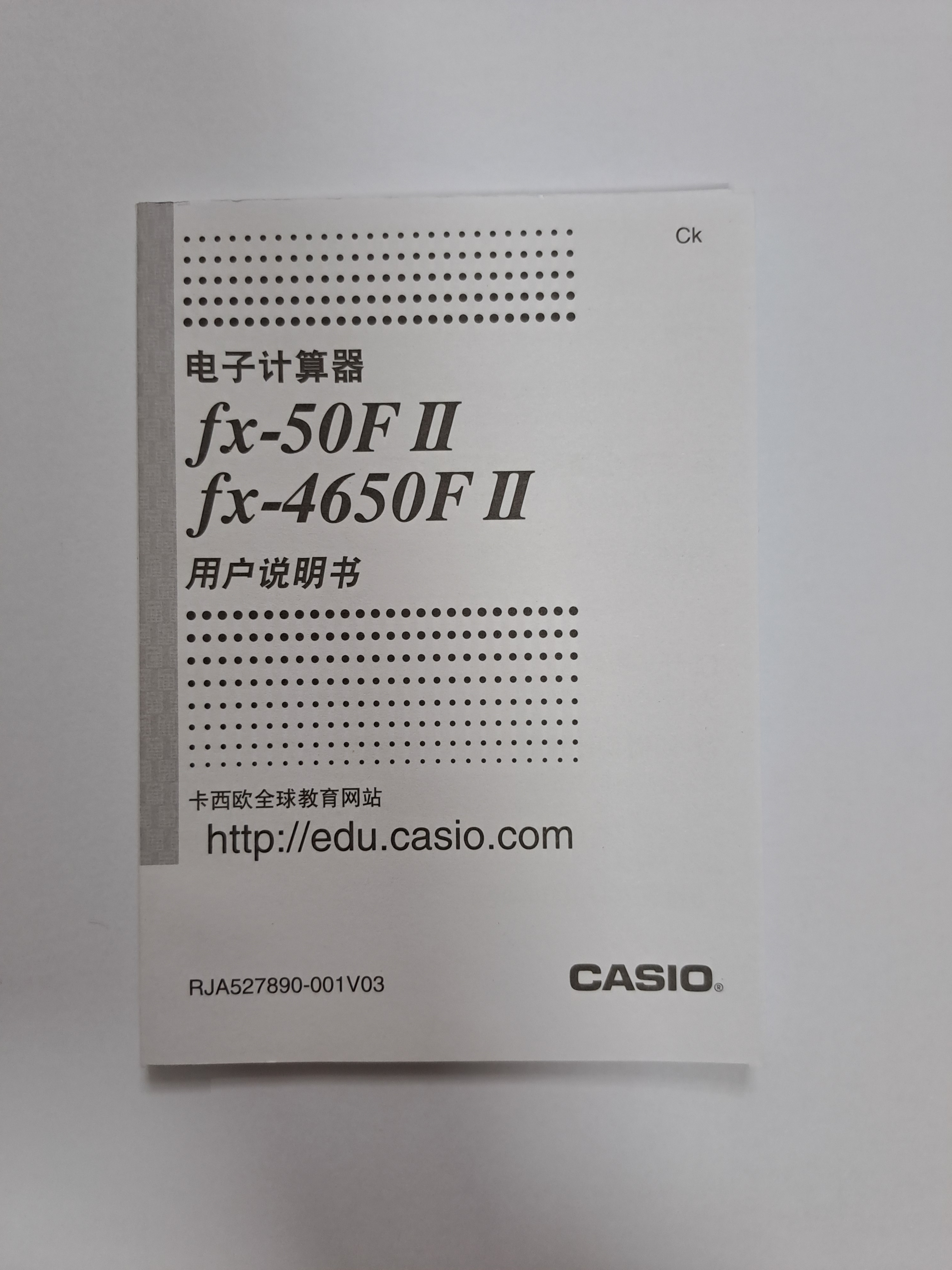
Casio fx-50F II 中國大陸版簡體中文说明书

## 外部連結
- 卡西歐計算機亞洲官方網站 （页面存档备份，存于）
- WebCal計數機網站：CASIO fx-50FH及fx-50F PLUS程式集 （页面存档备份，存于）